# Godło Wysp Dziewiczych Stanów Zjednoczonych

Godło Wysp Dziewiczych Stanów Zjednoczonych

Godło Wysp Dziewiczych Stanów Zjednoczonych, będące jednocześnie pieczęcią, przedstawia zarys trzech wyspy należących do Wysp Dziewiczych Stanów Zjednoczonych: Saint Croix, Saint John oraz Saint Thomas na błękitnym tle z ich historycznymi symbolami. Na wyspie Saint Thomas widnieje budynek miejscowego parlamentu i flagi Stanów Zjednoczonych oraz Danii, symbolizująca duńską przeszłość wyspy (część Duńskich Indii Zachodnich, zakupiona przez Stany Zjednoczone w 1917). Na wyspie Saint Croix znajduje się młyn cukrowy symbolizujący dawną gospodarkę wyspy opartą na trzcinie cukrowej. Na wyspie Saint John umieszczony są ruiny wiatraka na plantacji Annaberg, symbolizujące powstanie niewolników w 1733. Centralna część godła otoczona jest złotym okręgiem z napisem: Government of the United States Virgin Islands (z ang. Rząd Wysp Dziewiczych Stanów Zjednoczonych). Pośrodku pieczęci jest ptak – cukrzyk bananowy (Coereba flaveola) siedzący na kwitnącej gałęzi krzewu Tecoma stans, będącego przedstawicielem bigoniowatych i od 1934 roku uznawanego za roślinny symbol wysp.
Barwy użyte na pieczęci symbolizują: żółty – tropikalne słońce, zielony – piękno natury, błękit – czyste wody wokół wysp i bezchmurne niebo nad nimi.
Obecne godło zastąpiło poprzednie, podobne do obecnej flagi terytorium, bazujące na godle Stanów Zjednoczonych.